# Prosopocera tippmanni
Prosopocera tippmanni är en skalbaggsart som beskrevs av Stefan von Breuning 1942. Prosopocera tippmanni ingår i släktet Prosopocera och familjen långhorningar. Inga underarter finns listade i Catalogue of Life.